# Саманта Фокс
Сама́нта Ка́рен Фокс (англ. Samantha Karen Fox; нар. 15 квітня 1966 року, Лондон, Велика Британія) — британська співачка жанру данс-поп, музикантка та колишня еротична модель.

## Ранні роки
Старша дочка Патріка Джона Фокса і Керол Енн Фокс (до шлюбу Вілкен), Саманта народилась і виросла у родині ринкових торговців лондонського Іст-Енду. У неї є молодша рідна сестра Ванесса і єдинородна сестра Фредеріка від другого шлюбу батька.
У дитинстві відвідувала школу імені сера Томаса Мора, де рано проявила схильності до театру. Вперше вийшла на сцену в 3 роки, а з п'яти років займалася у школі акторської майстерності Анни Шер в Айлінгтоні. В 1976, у 10 років, брала участь у телевізійній п'єсі BBC No Way Out. З 11 років займалася в Mountview Theatre School Джуді Денч в Крауч-Енді.
Цікавилась музикою з ранніх років і вже в 14 років стала вокалісткою власного гурту, а через рік випустила першу платівку під лейблом Lamborghini Records. Музичну і сценічну кар'єра Фокс продовжувала й після закінчення кар'єри моделі.

## Кар'єра моделі
На початку 1983 її мати зробила кілька фотографій Саманти й надіслала їх у газету The People, що проводила конкурс моделей-початківиць «Face and Shape of 1983». Фотографії сподобалися журі і були опубліковані. Незабаром Саманту запросили на проби для Третьої сторінки відомої британської газети The Sun. Батьки дозволили їй позувати топлес, і у вівторок 22 лютого 1983 її фотографії вийшли у світ.
Походження з Кокні, ефектна зовнішність, сліпуча усмішка і об'єм грудей зробили її неймовірно популярною моделлю Третьої сторінки. Незабаром після того, як вона застрахувала свій бюст на суму у чверть мільйона фунтів, Саманта три роки поспіль (1984⁣ — ⁣1986) ставала найкращою моделлю Третьої сторінки. Також вона позувала оголеною для кількох британських чоловічих журналів.
Фокс відійшла від «третьосторінкової» діяльності в 1986, у 20 років, вже встигши стати британським секс-символом епохи. В 1995 вона повернулася на Третю сторінку, але лише на час її 25-річного ювілею. Після захоплених відгуків читачів вона з'являлася в рубриці кожен день ювілейного тижня, причому остання — п'ятнична — фотографія була оформлена у вигляді постера формату А3. Нарешті, в 1996 вона знялася для жовтневого випуску журналу Playboy. Це були її останні фотографії в оголеному вигляді.
Батько Фокс, Патрік, колишній тесля, був її менеджером до 1991, коли вона запідозрила його у крадіжці 1 мільйона фунтів стерлінгів зі свого рахунку. Згодом (у травні 1995) вона відсудила у нього £ 363,000.. Патрік Фокс помер у 2000; в останні майже 10 років він жодного разу не спілкувався зі старшою дочкою. Саманта Фокс, згідно з результатами інтернет-опитування британської Daily Star, була визнана найкращою моделлю для Третьої сторінки за весь час (до вересня 2008). Ставши переможницею, вона вперше за 12 років знову з'явилася топлес в газеті, але вже на П'ятій сторінці.

## Особисте життя
Фокс двічі (в 1986–1987 й 1994) була в стосунках з австралійцем Пітером Форстером, якого називала «любов'ю мого життя». Вони всиновили хлопчика Саймона, але той помер, помилково випивши пляшку спиртного. З'являлися повідомлення про майбутнє весілля Саманти й Пітера, але воно не відбулося.
В одному з інтерв'ю на питання про те, як вона поєднує кар'єру моделі з християнськими релігійними переконаннями, Фокс відповіла:
Просто. Господь дав мені тіло, і я знаю, що воно зробило багатьох щасливими. Тут немає конфлікту. Я не поширюю й не буду поширювати порнографію. Я не «відроджена» християнка, я завжди була такою. Я роблю те, що говорить мені Бог. Моя молитва щоночі така: «Дай мені піти своїм шляхом і зробити людей щасливими. Дай мені вчинити правильно».
Оригінальний текст (англ.)
Easily. God gave me my body. I know it has made many people happy. There is no conflict there. I don't and have never promoted pornography. I'm not a born-again Christian because I have always been one. I am doing what God wants me to do. My prayer each night is: "Let me go my way and make people happy. Let me do the right thing."

Сумніви в сексуальній орієнтації Саманти Фокс особливо посилилися в 1999 році, коли вона погодилася бути суддею конкурсу краси серед лесбійок. Ходили плітки, що жінка, з якою вона жила в той час (австралійка Кріс Боначчі, відома як учасниця Girlschool), була більш, ніж її менеджеркою.
У лютому 2003 року вона зробила камінг-аут як лесбійка.

## Благодійність
Саманта Фокс виставила свій улюблений бюстгальтер на благодійний аукціон, на якому очікувався ажіотажний попит серед її фанатів.

## Дискографія
- Touch Me (1986)
- Samantha Fox (1987)
- I Wanna Have Some Fun (1988)
- Just One Night (1991)
- Greatest Hits (1992)
- 21st Century Fox (1998)
- Watching You, Watching Me (2002)
- Angel with an Attitude (2005)
- Angel with an Attitude (2007)  — реліз для Австралії з бонусним треком
- Call me (2010) — реліз нової пісні Сабріни Салерно і Саманти Фокс, кавер-версія пісні групи Blondie